# Quatelbach
Der Quatelbach ist ein künstlicher Wasserlauf in Frankreich, im Département Haut-Rhin, in der Region Grand Est. 

## Geographie

### Verlauf
Der Quatelbach wird im Hafenbecken der Stadt Mülhausen abgezweigt und dient schon seit dem Mittelalter zum Betrieb einer Reihe von Wassermühlen, die sich hier in der Rheinebene angesiedelt haben. Der Bach fließt generell in nördlicher Richtung und erreicht nach 15 Kilometern die Stadt Ensisheim, wo er in den Canal Vauban übergeht. 

### Orte am Fluss
- Mülhausen
- Sausheim
- Baldersheim
- Battenheim
- Ensisheim

## Geschichte
Früher mündete er bei Ensisheim in die Ill, wurde jedoch im Jahr 1699 zur Wasserversorgung des damals Canal de Rouffach genannten Schifffahrtskanals umgeleitet, über den Vauban das Baumaterial für die Errichtung der Festung Neuf-Brisach aus den Vogesen heranschaffen ließ. Seit diesem Zeitpunkt fließt das Wasser des Quatelbaches über den später so benannten Canal Vauban und den Canal de Widensolen in den Fluss Blind, der seinerseits wieder in die Ill mündet.